# Тернейское городское поселение
Тернейское городское поселение — городское поселение в Тернейском районе Приморского края.
Административный центр — пгт Терней.

## История
Статус и границы городского поселения установлены Законом Приморского края от 6 августа 2004 года № 133-КЗ «О Тернейском муниципальном районе»

## Население
| 2009  | 2010  | 2011  | 2012  | 2013  | 2014  | 2015  |
| ----- | ----- | ----- | ----- | ----- | ----- | ----- |
| 3908  | ↘3590 | ↘3585 | ↘3478 | ↘3426 | ↘3406 | ↘3360 |
| 2016  | 2017  | 2018  | 2019  | 2020  |       |       |
| ↘3346 | ↘3318 | ↘3311 | ↘3219 | ↘3139 |       |       |

## Состав городского поселения
В состав городского поселения входит один населённый пункт — пгт Терней.

## Местное самоуправление
Глава администрации: Гриценко Василий Викторович
Адрес: 692150, пгт. Терней, ул. Партизанская, 52 
Телефон: 8 (42374) 31-1-36